# Arísti
Arísti (en grec moderne : Αρίστη) est un village du Zagóri (Zagorochoria) en Épire, au nord de la Grèce.
Il est situé à l'entrée du parc national de Vikos – Aoos qui renferme le plus profond canyon d'Europe : les gorges de Vikos.
L'architecture typique de cette région montagneuse (pierres sèches et ardoise) lui confère un charme particulier.
On peut y pratiquer le rafting et le treck.
Le monastère de la Panagia Spiliotissa (la Vierge de la grotte) accrochée à flanc de falaise au-dessus de la rivière Voïdomátis renferme de superbes fresques de style byzantin.

## Galerie

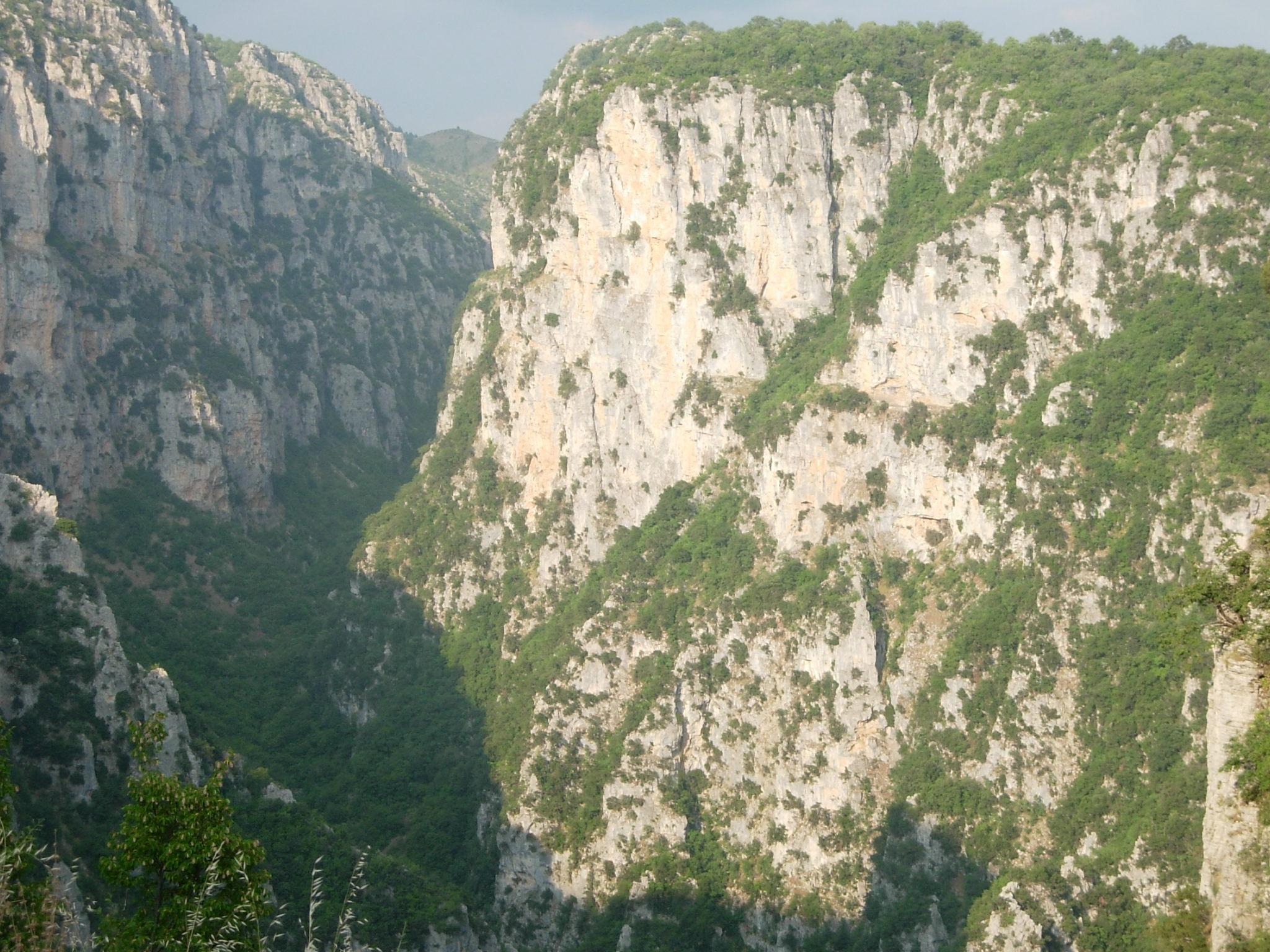
Gorges de Vikos
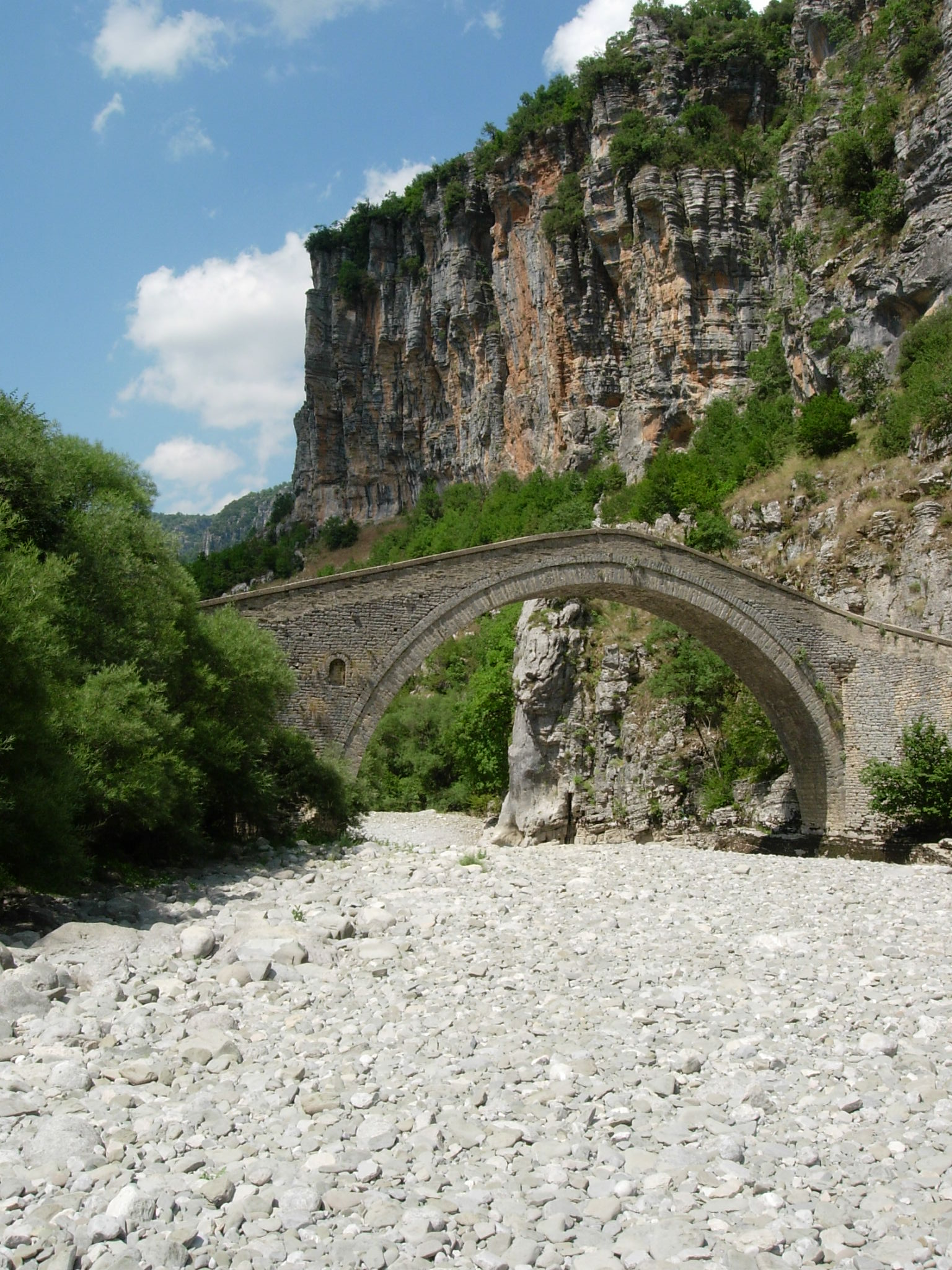
Pont ottoman sur le Voïdomatis dans les gorges de Vikos
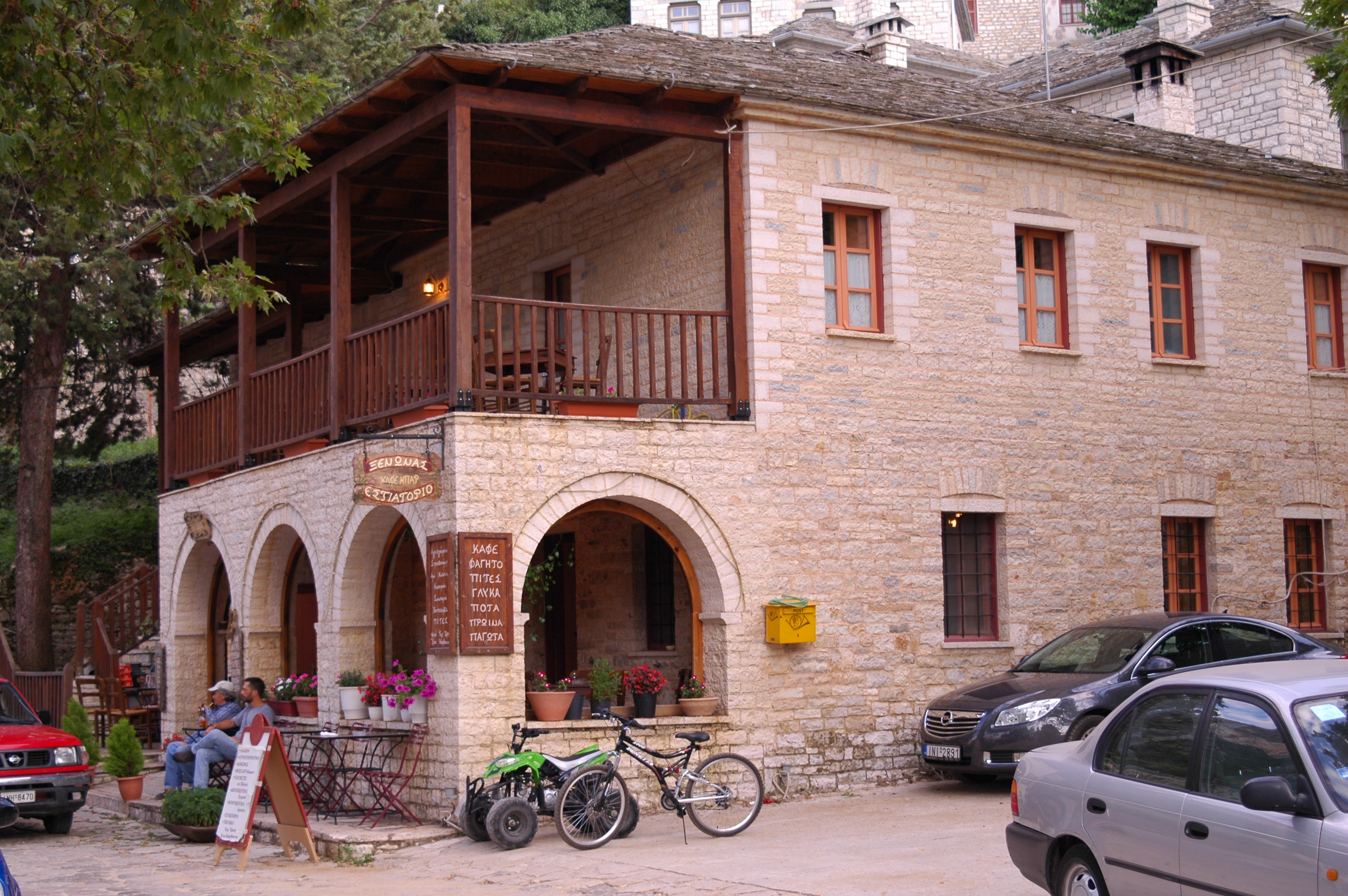
Village d'Aristi